# Seulingen
Seulingen település Németországban, azon belül Alsó-Szászország tartományban. Lakosainak száma 1319 fő (2023. december 31.).

## Népesség
A település népességének változása:
| Lakosok száma | 1347 | 1344 | 1323 | 1329 | 1320 | 1319 |
|               | 2016 | 2017 | 2019 | 2021 | 2022 | 2023 |